# HIDE YOUR FACE
『HIDE YOUR FACE』（ハイド・ユア・フェイス）は、日本のアーティスト、hideの1枚目のアルバム。1994年2月23日にMCAビクターより発売された。

## 概要
X JAPANのギタリストとして活動するHIDEが発売した、初のソロアルバム。また、ソロ活動にあたり名義をhideと小文字に変えて発表した。
オリコンアルバムチャートでは通常盤が9位、初回盤が初登場1位を記録した。
2008年12月3日にはSHM-CD盤が発売された。
2017年12月6日、アナログレコード盤が発売された。
2024年5月1日、本作を含めたボックス・セット「REPSYCLE〜hide 60th Anniversary Special Box」が、I.N.A監修の下リマスタリングされ発売された。

## 背景
ソロデビュー契約の話をMCAビクターから受けた際、どんな作品を作るのかを考えた時に、エース・フレーリーのソロアルバムを視聴した際「華やかなポップチューンがいっぱい並んでいる」「この人はたぶん好きな事やってたらこうなったんだろうな…」「ギタリストじゃなきゃ作れないけど、ギタリストのロックアルバムじゃない。歌もののロックのアルバムだ」と感動し、「この人のようなアルバムを作る」と思ったのが始まりだった。

## 録音
アルバムの制作は1993年7～8月頃に、ロサンゼルスの賃貸アパートでI.N.Aと2人でデモテープを作る形で始まった。I.N.AがドラムのパートをMacintosh Quadraを使用してステップ入力で打ち込みながら、hideがギターを弾いて、ボーカルを入れた。楽曲の骨組み・コード進行・アレンジは全くの即興演奏で且つ弾き語りだった。それらをハードディスクドライブに録って、細かいアレンジは後回しにして、閃いたアイディアを最優先した。その時点で16曲中14曲は大まかなアレンジ・ハーモニーが既に出来て、本格的にロサンゼルスのスタジオでのレコーディングに入る際、「人間が出す生音から出るグルーヴで驚かしたい」というアイディアが浮かび、それを根本とした全体像となるコンセプトをまとめていった。その際に「コンピューターによるリズム中心の曲」「ミュージシャンによるリズム中心の曲」を分けていった。
当初は日本のドラマーにオファーを出そうとしていたが「ロサンゼルスで生のドラマーを起用する」という契約を結んでいたため、誰が良いのかを問われた際、スタジオミュージシャンには「駄目で元々」とテリー・ボジオにオファーを出したところ、たまたまスケジュールが空いていたため参加することになった。T.M.スティーヴンスはテリーが「ベーシストがいないんだったら彼が良いよ。絶対間違いないから」と推薦して連れてきた。
ブラス担当は切れのよさを求めて、ジェリー・ヘイをオーダー。同時にフィドル担当・コーラス担当も選定が進んでいった。
リズムパートのレコーディングはロサンゼルスのOne On One Recordingにて1993年9月29日～30日の2日間で行われた。
2人にデモテープのリズムパターンを聴いてもらい、hideのフレーズ・奏法の意見を聞いた上で、テリーが別のアイディアを出して1回hideに聞かせた。スティーヴンスは領収書の様なメモに独自のコード進行が全て書いてあって、hideに「全て任せて欲しい」といい、hide・I.N.A制作のデモテープのコード進行を全く覚えなかった。本番のレコーディングでも叫びながら弾き、それらを全てマイクが拾っていた。トラックを整理する時に全てのトラックにスティーヴンスの声が入っていたが面白く感じたhideが全て採用した。このように全体のコンセプトを意思統一した後のそれぞれの解釈で行われたジャムセッションから来る相乗効果にhideは「普通のバンドのメンバー同士で一緒に作っているという感じですごくスムーズに進んだ。『すごい人とやっちまった』と後で震えたけど」「デモよりも100倍位、すごいことをやってくれた」と大いに喜んだ。
当時ボーカリストと呼ばれるほど場数を踏んでいなかったhideは、当初は漠然と「自分の好きなボーカリストを沢山呼んで、1曲毎に変える」案も思い浮かべていたが、「自分がそういうアルバムを聞いていたらどう思うのか」と段々違和感を感じ、ボーカリストとしての腕を磨くために1人で歌うことにした。自分の歌の良し悪しを客観的に選択することに苦労し、「自分のボーカルがここまでセルフプロデュースの妨げになるとは思わなかった」と振り返っている。しかしボイストレーナーから「『歌は誰にでも歌えるし、どんな声でも正しいのよ』と言われて気が楽になった」と語っている。その反面、ボーカルディレクションとしてのポジションを全面的に任されたI.N.Aはお互いデモテープ以上の完成度を目指していたこともあり、ダメ出しに近い判断を幾度と無く繰り返すこととなり、睨み合いになりながら、笑い話も無い険悪な雰囲気でレコーディングに臨み、歌録りが終わりを告げる頃には一気にボーカルレコーディング作業が嫌いになったという。
楽曲のジャンルがバラバラだったため、その間の橋渡しとして、短いインスト楽曲を入れた。一通り楽曲が完成した後、並べて聴いてみて、歌入れしてトラックダウンという通常のレコーディングが行われている間に間奏曲となるインスト楽曲のアイディアを練っていた。
1993年10月中旬から、日本の一口坂スタジオにてギター・ボーカルのテイクの最終選定、トラックダウンの最終作業に入った。シングルバージョンのミックスに不満を持っていたhideの意向により、ミキシングをやり直した。

## 音楽性とテーマ
「『子供の頃にラジオからふと流れた時に高まるテンション』というポップ感を『今の自分で過去の自分に向けたら、どういうのが面白いんだろう』」「X JAPANではやれない『遊び感覚』を網羅したい」という思いで作った。
一部の歌詞を森雪之丞に頼んだのは、「『テーマは固まっていたが、この詞は書けない』と思った。外注にためらいはなかった」という思いでオファーを出した。その後「今の俺では書けないことを書いてくれた」と賞賛した。
アルバムタイトルはプリプロダクション時に決めた。「アメリカでは『ハイド』と呼ばれるし、自分も『ハイド』と自己紹介しているから、一応それを使おうと思った」「当初は『目』をテーマにするつもりだったが、バラエティに富んだしまったのでもう隠し通せない。だから『頭隠して尻隠さず』という意味も込めた」と語っている。

## アートワーク
完成した音源を聞きながら、hideは紙に「塚本晋也の『鉄男』からインスパイアされた漫画」「フェイスハガーにされた自身の顔」を描いた。そこからH・R・ギーガーを連想し、「絵ではなくて、オブジェクトを作って写真で撮ってもらおう」と考えた。駄目で元々とギーガーに制作を依頼し、たまたまニューヨークで開いていたギーガーの個展のテーマが「仮面」だったため了解を得ることができた。
ギーガー個展作品の"Watchguardian, head V"を気に入り採用した。hideが仮面に「自分の顔に装着できないから、自分の目を合成したい」と希望し承諾を得た。作品に手を加えさせないギーガーが認めた珍しい作品でもある。初回盤はこの仮面が立体的なオブジェになっている。
その様な経緯を経たため、ライナーノーツのビジュアルとアルバムのコンセプトは全く関係ない。アルバムタイトルからの発想だけで作った。
子供の頃に『鉄仮面』の話が怖かったのを思い出して、それをリンクさせて本作のビジュアルコンセプトを作り上げた。
ファンの間ではhideが敬愛していたナイン・インチ・ネイルズのEP『Broken』のジャケットに酷似し、「HIDE YOUR FACE」の文字が四辺を囲む部分は同じくhideが好きだったレッド・ホット・チリ・ペッパーズの影響も感じられるとする意見もある。

## 収録曲
| 時間は1994年盤。全編曲: hide。 |                                      |           |           |       |
| #                              | タイトル                             | 作詞      | 作曲      | 時間  |
| 1.                             | 「PSYCHOMMUNITY」                    | -         | hide      | 4:04  |
| 2.                             | 「DICE」                             | hide      | hide      | 3:02  |
| 3.                             | 「SCANNER」                          | hide      | hide      | 3:27  |
| 4.                             | 「EYES LOVE YOU <T.T.VERSION>」      | 森雪之丞  | hide      | 5:56  |
| 5.                             | 「D.O.D. (DRINK OR DIE)」            | hide      | hide      | 2:20  |
| 6.                             | 「CRIME OF BREEN St.」               | hide      | hide      | 1:17  |
| 7.                             | 「DOUBT <REMIX VERSION>」            | hide      | hide      | 5:02  |
| 8.                             | 「A STORY」                          | hide      | hide      | 3:13  |
| 9.                             | 「FROZEN BUG '93 <DIGGERS VERSION>」 | hide      | M×A×S×S   | 4:45  |
| 10.                            | 「T.T.GROOVE」                       | hide      | hide      | 0:31  |
| 11.                            | 「BLUE SKY COMPLEX」                 | hide      | hide      | 5:35  |
| 12.                            | 「OBLAAT <REMIX VERSION>」           | hide      | hide      | 4:46  |
| 13.                            | 「TELL ME」                          | hide      | hide      | 4:45  |
| 14.                            | 「HONEY BLADE」                      | hide      | hide      | 4:33  |
| 15.                            | 「50% & 50% <CRISTAL LAKE VERSION>」 | 森雪之丞  | hide      | 5:33  |
| 16.                            | 「PSYCHOMMUNITY EXIT」               | -         | hide      | 20:01 |
| 合計時間:                      | 合計時間:                            | 合計時間: | 合計時間: | 78:51 |

### 楽曲解説
- PSYCHOMMUNITY
  - マーチングバンドのバッテリーを前面に押し出した[5]。
  - 「アルバムの1曲目は『PROLOGUE (〜WORLD ANTHEM)』のように、ライブのオープニングで使えるような壮大且つ荘厳で、聴いているだけで身体中の血液が沸騰してくるインストの曲を作りたい!」というhideの意向で制作された[14]。
  - 「EYES LOVE YOU」のサビのメロディーをモチーフにしたバラード調のイントロを作り、そこから「跳ねた3連係のシャッフル・ビート」で構成された本編に突入する構成のデモテープが制作されたが、hideはどうにもしっくり来ず、方向性に行き詰った。その時にI.N.Aのお気に入りであるアメリカのマーチングバンドの世界大会である「Drum Corps International World Class Champions」を基調に「マーチングバンドのリズムアレンジがシャッフルと8分の6拍子がどちらも3連係のリズムだからハマるのではないか」とI.N.Aが提案し、hideも自分の好みに当たり、即採用となった[15]。
  - 後の「hide FIRST SOLO TOUR '94 HIDE OUR PSYCHOMMUNITY ～hideの部屋へようこそ～」でバンド演奏された「PSYCHOMMUNITY EXIT」は本楽曲のデモテープに近いアレンジとなっている[16]。
  - 曲の序盤での逆再生音はアルバムに収録されている全曲から1部分ずつ切り出し、それらを逆再生してプログラミングで再構築した。制作の際「SCANNER」は完成していなかったが、「PSYCHOMMUNITY EXIT」の中に「SCANNER」のドラムループサウンドを仕込むことでつじつまを合わせた[17]。
- SCANNER
  - hideが個人的に頭にきた人をモデルに歌詞を作り、私情で攻撃した曲[5]。
- EYES LOVE YOU ＜T.T.VERSION＞
  - シングルバージョンはドラムやベースは打ち込みだったが、テリーとT.M.スティーヴンス主導で再レコーディングが行われた[5]。
  - シングルバージョンではグルーヴが合わなかったアコースティック・ギターとリズムギターを新規テイクに差し替えている[6]。
- DRINK OR DIE
  - 歌詞は「酒飲み」をテーマにしている[18]。
  - サウンドのコンセプトは「メタリカがミスフィッツのカバーをやる感じ」「ハードなトイドールズ」としている[18]。
  - 「マイナー調のコード進行・重いリフで出来たハードロック」を作りつつ、そこに「シャレついた笑える歌詞」を掛け合わせた[5]。
- CRIME OF BREEN St.
  - インタールードのインストナンバー[5]。
  - タイトルはエンジニアのリッチ・ブリーンにちなんでいる[19]。
  - ミキシング作業の休憩時にエンジニアのリッチがエレクトリックピアノで弾く曲をhideが気に入り、そのままhideがアコースティック・ギターでセッションを始めたため、I.N.Aがすぐさま録音した。そのテイクに街のざわめき・パトカーのサイレン・ラジオから聞こえる音等をダビングしてすぐに曲が完成した[19]。
  - 最後の猫の鳴き声はI.N.Aの物まねである[19]。
- A STORY
  - 作曲作業を始める前に「遠くから錆び付いたギターを持ったヒッピーがやって来て、砂漠で独り打楽器を叩いていた原始人とセッションを始める」[20]というビジュアルを浮かべてから曲を作った[5]。
  - アコースティック・ギターを押し出し、乾いた感触を出した[5]。
  - hideのアコースティック・ギターの弾き語りとI.N.Aのサンプリングが絡んでいくというセッションで進められた[20]。
  - イントロで4+4+3+4の変拍子を3回繰り返した後に、4拍子に移行していくというギターの弾き語りによるメロディが反映された楽曲構成となった[20]。
  - 工場系重機のサンプリング音や金属系のノイズ音で「荒廃した大地」を表現し、人間の声をサンプリングして、コード進行を奏でることで「優しい浮遊感」を表現し、それらを楽曲全体に散りばめた。なおかつ、ギター以外はドラム・ベースも含めて全て打ち込みで作られた音をどれだけリアリティを持たせることができるかという作業に時間を費やした[21]。
  - その後、hideが興奮しながらI.N.Aにある音楽雑誌を見せて本楽曲が「ゲストミュージシャン達の抑えた演奏が心地良い」と紹介されていて、打ち込みのリアリティという思惑が上手く行き満足げに微笑んでいたという[21]。
- FROZEN BUG '93 ＜DIGGERS VERSION＞
  - 元々は『DANCE 2 NOISE 004』というコンピレーションアルバムのために、hideとLUNA SEAのJ・INORANの3人で結成した「MxAxSxS」というユニットで作られた曲を遊び感覚でアレンジした[5]。
  - 原曲との差別化のために、全体をインダストリアル色を強く出すアレンジにした[22]。
  - ギターを通して弾かずに、フレーズ単位で30～40のパターンをサンプリングして、キーボードで弾くことでギターパートをまとめた。それによって、hide自身の手癖からくるマンネリズムから解放されたアレンジを作ることができた[23]。
  - リズムパートはhideのアイディアで既存のドラムマシンの音源を一切使わずに、金属を叩く音・鎖の擦れる音・ゴミ箱を蹴飛ばした音・鉄パイプを振り回した音を下降してドラム音源として使用した。他にもエレベーターが下降する際の音でシンセサイザーのコード進行を表現したり、玩具の楽器の自動演奏をそのまま伴奏として引用したりした[24]。
  - 歌詞のテーマは「主人公の頭の中に虫がいて、酒を飲むとアルコールで虫が解凍されて、虫がわけのわからないことをいう」展開になっている[18]。
- T.T.GROOVE
  - 「HONEY BLADE」のアウトロのテリーとT.M.スティーヴンスが即興演奏が格好良かったので、合間に録音したサウンドチェック音源にhideが自身のギターリフのオーバー・ダビングを施した。次の「BLUE SKY COMPLEX」につながるインタールードになっている[5][25]。
  - ミキシングが終わった後、「自分の足でスタジオに入ったら、『BLUE SKY COMPLEX』のリハーサルをやっていたと思わせるような仮想現実感を出したい」というhideの意向から、大型スピーカーから最大音量で再生し、スタジオ全体に鳴り響く音をマイクで録音した[26]。
- BLUE SKY COMPLEX
  - 管楽器を入れ込んだため、「ファンクっぽい大げさなアレンジになった曲」と語っている[5]。
  - T.M.スティーヴンスはhideの死後、自身のアルバム『Radioactive』（1999年）でカヴァーしている。
  - ロサンゼルスでのプリプロ作業の際、アパートから見える青空の誘惑に耐える中で出来上がった[27]。窓の下を見ると、土日でビーチが盛り上がり、その時にhideが感じた鬱陶しさが楽曲に反映されている[18]。
  - ライブで披露される際は、キング・クリムゾンの21世紀のスキッツォイド・マンから引用したリフを楽曲の前後に挿入して演奏されていた。
- OBLAAT ＜REMIX VERSION＞
  - シングルバージョンよりhideのギターのパートの音量を大きくした[5]。
- TELL ME
  - 「ポップな曲を!」というhideの意向でI.N.Aとセッションせずに一人でアコースティック・ギターを弾いてデモテープを作り上げた[28]。
  - レコーディングの際にはアレンジを練り直し、リッチは「打ち込みのドラムサウンドを如何に生音の様に聞かせるか」にこだわり、音色の細かい調整・実験を何度も繰り返した。そして実際のドラムセットの前にスピーカーを置き、そこから打ち込みのドラム音を大音量で流して、その振動から生まれるドラムセットのノイズ音・部屋の反響音等を組み合わせて「生音らしさ」を演出することにたどり着いた[28]。
  - その様子を見ていたhideは「架空のミュージシャンがやってきて叩いたことにして、クレジットにも載せようよ」と提案する。打ち込みに使われたサンプラー「AKAI S3200」から「MITSUKO AKAI（赤井満子）」と名付けられた[28]。
- HONEY BLADE
  - タイトルは忘れたが、昔みた映画にインスパイアされて歌詞を書いたという[5]。
  - 「A STORY」と同時進行で制作されたが、ノウハウは「最初にセッションで大まかな楽曲の構成を固め、歌詞を書き上げた後、歌詞にあわせて楽曲をアレンジしていく」という正反対の方針をとった[29]。
  - 歌詞のテーマは「表面上は普通の美しい恋愛ものだが、裏は父と娘の歪んだ愛と背徳の近親相姦の世界」を歌っている。裏側を表現した中盤の語りは歌詞カードには記載されていない[30]。
- 50% & 50% ＜CRISTAL LAKE VERSION＞
  - 「CRISTAL LAKE VERSION」の由来は「男が女をキャンプに連れていく。しかし男がそこでジェイソン・ボーヒーズになって女を叩き殺す」という思いを込めて、映画「13日の金曜日」のクリスタル・レイクから引用している[18]。
  - 本作で発表されたアレンジが最初にできたオリジナルで、シングルバージョンは後発[5]。
  - カントリー・ミュージックで重宝されるフィドルをフィーチャーしている[5]。
  - 最後のサビの部分で「最高潮に盛り上げよう」と転調したところ、偶然シングルバージョンと同じキーになったので「だったらシングルバージョンをそのままつなげよう」とhideが提案した。I.N.Aは「最後までアコースティックアレンジを通した方が良かった」と語っている[31]。
- PSYCHOMMUNITY EXIT
  - CDの最後まで延々と音飛びしている。アナログ盤に敬意を込めつつ、遊んだ[5]。
  - 「アナログ盤の最後の音の溝を使ってエンドレスで流れる」という現象をCDで行えるかどうか色々なスタッフに聞いて回っても無理と言われたため、hideが「それなら自分でやる」と決意し、その構成になった。エンドレスに流すことはできなかったが、CDの容量の限界まで尺を割いた[10]。
  - アナログの機材は一切使わず、フルデジタルで進められた。既にミキシングが施されていた「PSYCHOMMUNITY」をコンピューターに取り込み、レコード針の音飛びのSEを打ち込んでいった[32]。打ち込みが終わった後、ブースの中央に直径10cmの小さなスピーカーで再生し、その音をマイクで再録音した。これは蓄音機の質感を出して（蓄音機にある「プスプス」としたノイズなど）、部屋の反響音・空気感も同時に録るためである[33]。
  - 「幾度とない繰り返し」「次の展開に行きそうで行かない、かゆい所に手が届かず、イライラが募る雰囲気作り」はI.N.Aの発案である[32]。
  - 「開始から12分で大きな音飛びが始まり、アルバムの全楽曲が一瞬だけ再生され、その後は針の音のみが続く構成」「このアルバムを寝る前に聴くファンに向けて、最後の最後で『PSYCHOMMUNITY』から出ていきそうなびっくりする仕掛け」はhideの発案である[32]。

## 参加ミュージシャン
- I.N.A - コンピュータ・プログラミング
- MITSUKO AKAI - マニピュレーター(#13)
- テリー・ボジオ - ドラムス(#2,4,10,11,14)
- 池畑潤二 - ドラムス(#15)
- T.M.スティーヴンス - ベース(#2,4,10,11,14)
- 鈴木享明 - ベース(#12)
- 奈良敏博 - ベース(#15)
- リッチ・ブリーン - ローズ・ピアノ(#6)、レコーディング・エンジニア、ミキシング
- ジェリー・ヘイ - フリューゲルホルン(#11)
- Byron Berline - フィドル(#15)
- 平山雄一 - スーパーバイザー

## 評価
山崎洋一郎は「Xの音楽そのものよりも、Xの『メジャーなハチャメチャ』さをやってのける豪快さを面白がっていた人達にも、興味深く聴ける」「アメリカのオルタナティヴ・ロックにヘヴィメタルとギターポップを注入した感じ。つまりニルヴァーナやエクストリームを日本仕様にした音である。意外と、こういうバンドはまだオーバーグラウンドにいないので痛快感がある。そのサウンドに『お前はこんな腐った世の中なんか気に留めずにそのまんま行け!』的な『アウトローでGO!』な歌詞が乗ると、これは1990年代の初期衝動ロックとしてハマるのだ。恐らくhide本人がこの音を本当に欲しているからこそ、こういう切迫した緊張感のある作品になったのだろう」と評している。
鹿野淳は「全体がギシャギシャしているのに、『何か可愛い曲が多い』と感じられる柔軟なアルバム」「『Xの反動』『Xでできないことをやった』等と評されているが、このアルバムの中にはXでの貯金もあるし、Xから得たアーティストとしてのプライドも充満している。ただ一つだけ大きく異なるのは、Xがある1曲を作って得た財産をあらゆる曲に活用して名人芸にしてしまうのに対し、hideは1曲毎に財産を分け与え、しかもそれをその1曲の中で全て使いきってしまう所。その分ではhideにはあざとさが欠けるが、このスリリングさには『付き合っていきたい』と思わせる説得力がある」と評している
市川哲史は「X JAPANでは黒子に徹してたhideが、人生で初めて自分度200％全開で作ったからこそ、30年経っても変わらず目茶目茶新鮮なロックアルバムだ。現在ではデスクトップミュージックなんて当たり前で、楽器が弾けなくても、仲間がいなくても、知識がなくても、音楽は作れる。しかしそんな便利なソフトも機材もない当時、マニピュレーターを通訳に膨大な手間暇をかけて形にしたロックだからこそ、hideの『生粋のロック小僧』っぷりがリアルに堪能できた」「まるでグレムリンのようにせわしなく賑やかに駆けずり回るポップな楽曲群を、本人は『いとしの人造人間たち』とたとえていた。『コンピューターで構築した打ち込みサウンドを、生演奏に差し替える』パターンと、『人力でしか生まれない音やフレーズを、あえて打ち込みやサンプリングで無機質化する』パターンに分かれるにせよ、生身とマシーンの融合には変わりない。そんな近未来感を自らおちょくりながら疾走するhide人生初の自分ワールドは、とにかく刺激的で大興奮だったロックに対する想い出と、いても立ってもいられなかった初期衝動と、底抜けの好奇心がそのまま具体化してしまった世界観に溢れている」「ここには承認欲求も自己顕示欲も一切ない。ただ『面白いでしょ?』とhideが少年のまんまで、はしゃいでるだけだ。だから世代を問わずロックに夢中になったことがある者なら全員、聴いたら最後知らぬ間にhideと共犯関係を結んでしまった幸福な作品なのである」と評している。